# Киинов, Ляззат Кетебаевич
Ляззат Кетебаевич Киинов (каз. Ләззат Кетебайұлы Қиынов; род. 7 декабря 1949, Таушык, Мангистауская область, Казахская ССР) — казахстанский государственный деятель, кандидат наук, нефтяник-оператор. Аким Мангистауской области. Глава АО НК «КазМунайГаз». Депутат Сената Парламента Республики Казахстан назначен Указом Президента Назарбаева.

## Образование
Родился в поселке Таушык в семье директора школы. Происходит из подрода жеменей рода адай племени байулы Младшего жуза..
В 1971 году окончил Казахский политехнический институт им. Ленина, получив специальность «горный инженер».
Доктор технических наук(1994). Тема докторской диссертации: «Технология энергосбережения во время добычи нефти в месторождениях Западного Казахстана».

## Трудовая деятельность
- Нефтяник-оператор, главный инженер, глава лаборатории управления нефте-газодобывающей месторождении «Жетыбай» (1971—1979);
- Главный инженер управления «Союзтермнефть» (1979—1986);
- Председатель управления нефте-газодобывающей месторождении «Каражанбас» и «Комсомол» (1986—1987);
- Генеральный директор АО «Мангистаумунайгаз» (1992—1993);
- Аким Мангистауской области (1993—1995);
- Заместитель министра Министерство нефти и газа РК (1993—1997);
- Заместитель генерального директора консорциума «Каспий-Кубыр» (1997—1999);
- Аким Мангистауской области (1999—2002);
- Президент НК «Казмунайгаз» (2002—2003);
- Вице-министр Министерство энергетики РК (2003—2011.);
- Председатель Правления АО «НК КазМунайГаз»(2011—2013);
- Депутат Сената Республики Казахстан (2013—2017).

## Награды
- Орден Парасат.
- Орден Отан (15 декабря 2009 года) из рук президента РК в Акорде.
- Медаль «МПА СНГ. 25 лет» (27 марта 2017 года, Межпарламентская ассамблея СНГ) — за заслуги в деле развития и укрепления парламентаризма, за вклад в развитие и совершенствование правовых основ функционирования Содружества Независимых Государств, укрепление международных связей и межпарламентского сотрудничества[2].
- Почётная грамота Совета МПА СНГ (24 ноября 2016 года, Межпарламентская ассамблея СНГ) — за активное участие в деятельности Межпарламентской Ассамблеи и её органов, вклад в укрепление дружбы между народами государств — участников Содружества Независимых Государств[3].